# Lute Hoekstra
Lute Hoekstra (Almelo, 1958) is een Nederlands dirigent en klarinettist.
Hoekstra begon op achtjarige leeftijd met klarinetspelen bij het Almelo's Stedelijk orkest, waar zijn vader trombone speelde. Hij studeerde klarinet en directie aan de conservatoria van Enschede, Tilburg en Amsterdam. Hij studeerde cum laude af voor Uitvoerend Musicus en de aantekening Kamermuziek aan het Sweelinck Conservatorium te Amsterdam (leraren onder andere Piet Honingh en George Pieterson).
Hij speelde na zijn studie als remplaçant enkele jaren bij onder meer het Koninklijk Concertgebouw Orkest en het Radio Kamer Orkest. Momenteel is hij concertmeester en soloklarinettist bij het Orkest van de Koninklijke Luchtmacht. Daarnaast speelde hij jaren soloklarinet in de Holland Wind Players en het Strawinsky Trio, tevens heeft hij vele keren als solist opgetreden in werken van onder anderen C.M. von Weber, L. Bernstein, I. Strawinsky, W.A. Mozart.
Hij studeerde directie bij onder anderen Jan Cober, Pierre Kuijpers en Sef Pijpers sr.
De afgelopen decennia dirigeerde hij vele amateurorkesten, onder meer Harmonie St. Jan Wierden, Harmonie 'De Club' Didam, Symfonisch Blaasorkest Enschede, Semper Crescendo Oldenzaal, Concordia Hengelo (ov), Apollo De Wijk, het Almelo's Stedelijk Orkest, Harmonie Orkest Twente en Harmonie Wierden. In 1999 werd hij met Symfonisch Blaasorkest Enschede landskampioen in de hoogste afdeling, in Musis Sacrum te Arnhem.
Daarnaast dirigeerde hij een aantal professionele ensembles, waaronder de Koninklijke Militaire Kapel (Den Haag), het Valerius Ensemble, het Orkest van de Koninklijke Luchtmacht, het Trompetterkorps Bereden Wapens. Zeven jaar lang was hij artistiek leider van het Delphi Blazers Ensemble, een dubbel blaaskwintet bestaande uit musici spelend in de diverse Nederlandse militaire en symfonie orkesten. Vanaf 2019 tot op heden (2024) is hij interim chef dirigent bij de "Regimentsfanfare, Garde Grenadiers en Jagers". Ook was hij van 2021 tot 2024 interim  dirigent bij Harmonie Wierden.
Daarnaast schrijft hij regelmatig artikelen voor diverse muziekbladen, is jurylid en werkte met de Amerikaanse componist Stephen Melillo meerdere keren samen als klankregisseur bij onder andere de Koninklijke Militaire Kapel en het Rundfunk Blasorchester Leipzig.
Hij woont in zijn geboorteplaats Almelo.

## Discografie
Als dirigent:
- Gershwin medley - KMK Den Haag,
- Memorial Music - Orkest van de Koninklijke Luchtmacht,
- Frygyes Hidas (soloconcerten) - Delphi Ensemble (solisten: Julia Forbes, Dorian Cooke, Pauline Oostenrijk, Judith Chapman),
- Rise of the Firebird - TKBW Amersfoort,
- Capricho (fagotconcert Dorian Cooke) - Valerius Ensemble,
- Nederlandse muziek en architectuur 20e eeuw - Delphi Ensemble,
- Liedjes Gé Reinders - OBK Zeist en Apollo De Wijk,
- Tignale - Symfonisch Blaasorkest Enschede,
- Im Dom - Concordia Hengelo,
- Marsen Wichers - Semper Crescendo Oldenzaal,

Als klarinettist:
- Partita's van Krommer - Holland Wind Players,
- Franse muziek (Milhaud e.a.) - Holland Wind Players,
- Melodie Tsjaikovski (solo) - met Orkest van de Koninklijke Luchtmacht,
- Klarinetmethodes ingespeeld - De Haske Heerenveen.